# Poysdorf
Poysdorf ist eine Stadt mit 5600 Einwohnern (Stand 1. Jänner 2025) im Bezirk Mistelbach im nördlichen Niederösterreich.

## Geografie
Poysdorf liegt im nördlichen Weinviertel an der Brünner Straße, im Weinviertler Hügelland und im Tal des Poybachs, der zwischen Rannersdorf an der Zaya und Hauskirchen in die Zaya mündet.
Durch die Gemeinde führen der von Drasenhofen nach Langenzersdorf verlaufende Weinviertelweg sowie ein Ast des Jakobswegs, der vom Heiligen Berg bei Nikolsburg Svatý kopeček u Mikulova in der südmährischen Stadt Nikolsburg im Okres Břeclav kommend bis Krems an der Donau führt und Teil der Via Francigena und der Via Slavica ist.

### Gemeindegliederung
Das Gemeindegebiet umfasst 10 Ortschaften (in Klammern Einwohnerzahl Stand 1. Jänner 2025):
- Altruppersdorf (340)
- Erdberg (251)
- Föllim (168)
- Ketzelsdorf (206)
- Kleinhadersdorf (461)
- Poysbrunn (361)
- Poysdorf (2707)
- Walterskirchen (419) samt Neugebäude
- Wetzelsdorf (493)
- Wilhelmsdorf (194)

Die genannten Ortschaften sind zugleich Katastralgemeinden von Poysdorf. Weitere Katastralgemeinden sind Höbertsgrub und Passauerhof.

### Nachbargemeinden
An Poysdorf grenzen folgende Gemeinden:
| Neudorf im Weinviertel, Falkenstein | Drasenhofen                                 | Herrnbaumgarten                |
| Staatz                              | Kompassrose, die auf Nachbargemeinden zeigt | Großkrut                       |
| Mistelbach                          | Wilfersdorf                                 | Hauskirchen (Bez. Gänserndorf) |

### Klima
Poysdorf befindet sich im nordöstlichen Weinviertel. Es herrscht ein mitteleuropäisches Übergangsklima mit kontinentalem Einfluss aus dem Osten und ozeanischem Einfluss aus dem Westen. Die Durchschnittstemperatur in der Klimanormalperiode 1981–2010 beträgt rund 10 °C und bewegt sich von −1 °C im Jänner bis 20 °C im Juli. Jährlich gibt es 91 Frosttage, 27 Eistage, 65 Sommertage und 16 heiße Tage. Die mittleren Tageshöchsttemperaturen bewegen sich von 2 °C im Jänner bis 27 °C im Juli, die mittleren Tiefsttemperaturen von −4 °C im Jänner bis 14 °C im Juli. Bedingt durch die Klimaerwärmung steigen vor allem die Tageshöchsttemperaturen im Sommerhalbjahr an. Mit einem Jahresniederschlag von nur 500 bis 600 mm zählt Poysdorf zu den trockensten Städten Österreichs. Am meisten Niederschlag fällt in den Monaten Mai bis September. An 91 Tagen fällt mindestens 1 mm Niederschlag, an 15 Tagen mindestens 10 mm. Im Jahresmittel werden 20 Gewitter verzeichnet, die fast ausschließlich auf das Sommerhalbjahr fallen. Hagel gibt es im Mittel einmal pro Jahr. Das Weinviertel ist geprägt von trüben Tagen im Winter und sonnigen Tagen im Sommer. So entfallen 72 % des jährlichen Sonnenscheins auf das Halbjahr April bis September. Bedingt durch die geringe Seehöhe gibt es nur 41 cm Neuschnee pro Jahr, der hauptsächlich von Dezember bis Februar fällt und meist nur kurze Zeit liegen bleibt. Die mittlere Windgeschwindigkeit beträgt 10 km/h. Im Monatsmittel gibt es kaum Unterschiede. Sie erreicht ihr Maximum im April mit 12 km/h und ihr Minimum im August und September mit 9 km/h. Im Tagesgang gibt es jedoch vor allem im Sommerhalbjahr deutliche Unterschiede zwischen Tag und Nacht: Tagsüber sind die Windböen weitaus stärker als nachts. Dies hängt einerseits mit thermischen Ablösungen, die ausschließlich tagsüber auftreten, und andererseits mit dem Nichtvorhandensein von Inversionen, die das Durchgreifen stärkerer Winde aus höheren Luftschichten verhindern, zusammen.
|                        | Jan  | Feb  | Mär | Apr  | Mai  | Jun  | Jul  | Aug  | Sep  | Okt  | Nov | Dez  |   |      |
| Mittl. Temperatur (°C) | −1,2 | 0,2  | 4,5 | 9,9  | 15,1 | 18,1 | 20,3 | 19,6 | 14,6 | 9,2  | 4,0 | −0,1 | ⌀ | 9,6  |
| Mittl. Tagesmax. (°C)  | 2,1  | 4,4  | 9,6 | 15,9 | 21,0 | 24,0 | 26,7 | 26,3 | 20,8 | 14,6 | 7,5 | 2,7  | ⌀ | 14,7 |
| Mittl. Tagesmin. (°C)  | −3,9 | −2,8 | 0,7 | 4,6  | 9,3  | 12,3 | 14,1 | 13,9 | 10,1 | 5,6  | 1,4 | −2,5 | ⌀ | 5,3  |
|                        |      |      |     |      |      |      |      |      |      |      |     |      |   |      |
| Niederschlag (mm)      | 30   | 30   | 42  | 37   | 64   | 65   | 67   | 58   | 58   | 32   | 41  | 39   | Σ | 563  |
|                        |      |      |     |      |      |      |      |      |      |      |     |      |   |      |
| Sonnenstunden (h/d)    | 2,0  | 3,4  | 4,5 | 6,6  | 7,7  | 7,8  | 8,3  | 8,0  | 6,0  | 4,3  | 2,1 | 1,5  | ⌀ | 5,2  |

| −3,9 |

| −2,8 |

| 0,7 |

| 4,6 |

| 9,3 |

| 12,3 |

| 14,1 |

| 13,9 |

| 10,1 |

| 5,6 |

| 1,4 |

| −2,5 |

| −3,9 |

| −2,8 |

| 0,7 |

| 4,6 |

| 9,3 |

| 12,3 |

| 14,1 |

| 13,9 |

| 10,1 |

| 5,6 |

| 1,4 |

| −2,5 |

## Geschichte

### Anfänge bis Mittelalter
Die ersten Bauern wurden schon vor 7000 Jahren hier sesshaft. Das beweisen zahlreiche Funde aus der Jungsteinzeit und der Bronzezeit.
Eine erste Nennung des Angerdorfes Poysdorf erfolgte 1194/1196 im Klosterneuburger Saalbuch. Darin wird berichtet, dass Rapoto von Liechtenstein bei der Aufnahme seiner Tochter in das Frauenstift von Klosterneuburg dem Stift zwei Lehen zu „Poistorf“ übergeben hat.
Der Ortsname leitet sich vom slawischen Personennamen *Bojь (vergleiche den aktuellen slawischen Namen Bojan) ab. Der Gewässername „Poybach“ wurde daraus abgeleitet.
Da Poysdorf in einem Grenzland lag, trafen den Ort allerlei kriegerische Verwicklungen und feindliche Einfälle. Ob diese durch die Ungarn während Herzog Heinrich II. Jasomirgott ausgelöst wurden, ob Herzog Friedrich II., der Streitbare, die Mongolen von der Grenze Niederösterreichs abzuhalten versuchte oder ob die Ungarn ihre verlorenen Grenzfestungen im Burgenland wieder zurückerhalten wollten, Poysdorf lag im Kernpunkt des Geschehens (1176, 1226, 1241/42). Immer wieder versuchten Böhmenkönige das Gebiet unter ihre Herrschaft zu bringen.

### Neuzeit

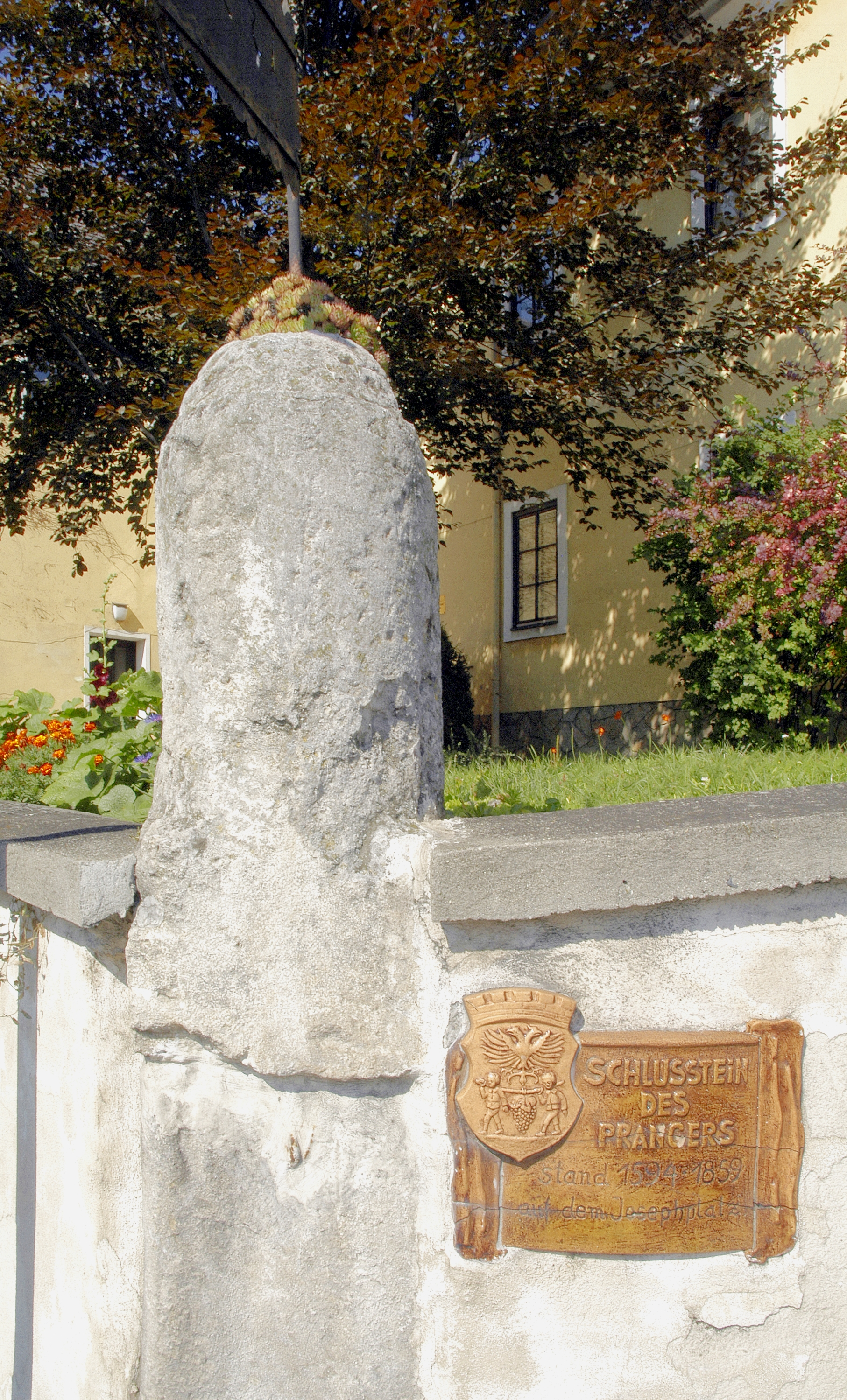
Reste des Prangers auf dem Josefsplatz

Im 16. Jahrhundert entstand das „Eisenhuthaus“ – das heute vermutlich älteste erhaltene Gebäude der Weinstadt. Am 4. Mai 1582 erhob Kaiser Rudolf II. das Dorf Poysdorf, welches zu dieser Zeit 200 „erbaute“ Häuser und Hofstätten und ca. 1500 Einwohner zählte, zum Markt, da es durch Versilbern und Verkauf seines Weines einen gewissen Wohlstand und Ansehen erreicht hatte. Als äußeres Zeichen des Privileges „Marktrecht“ wurde ein Pranger von den Poysdorfern errichtet.
Im Laufe der Zeit wurden mehrere Markttage genehmigt und weitere Privilegien gewährt. 1667 wählte der Markt Poysdorf als Wappen und Siegel eine Darstellung, welche die Bedeutung des Weines für den Markt verdeutlichte: Die „Weinträger“ oder „Kundschafter“.
1631 quartierte sich ein ganzes Regiment der Wallensteinschen Armee im Ort ein.
1639 äscherte eine Feuersbrunst 170 der 250 Häuser ein.

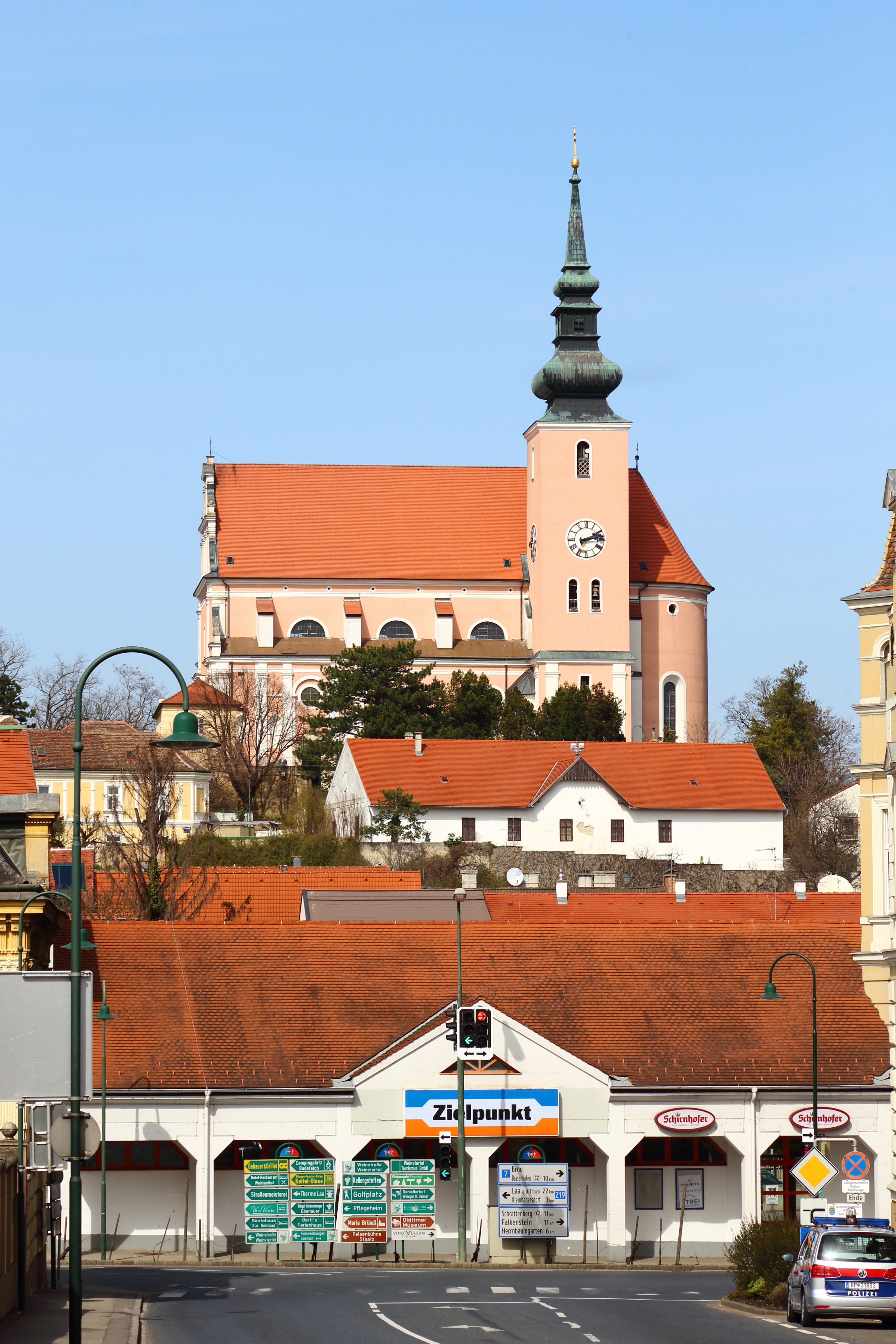
Die in erhöhter Lage von 1629 bis 1635 errichtete und 1640 geweihte Pfarrkirche

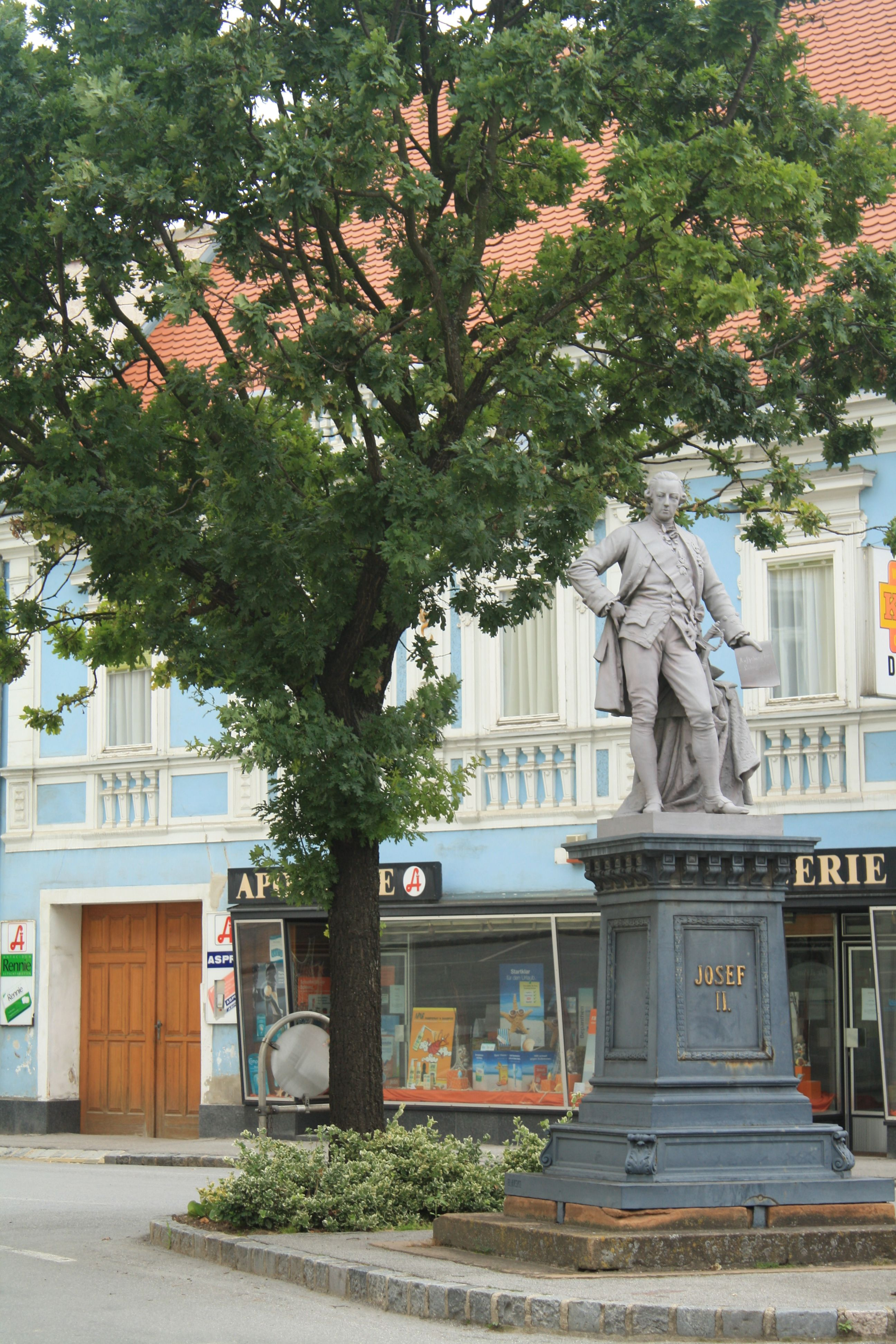
Kaiser Josef II.-Denkmal in Poysdorf

Während der Endphase des Dreißigjährigen Krieges, am Palmsonntag 1645, kam eine Vorhut der Schweden unter General Lennart Torstensson von Mistelbach über Kleinhadersdorf nach Poysdorf und bauten die neue, erst 1640 geweihte Kirche in eine Festung aus. Im Westteil der Kirche stellten sie ihre Pferde ein. Diese Sitzreihen werden noch heute „Reitschule“ genannt. Um Poysdorf vor Plünderungen zu bewahren, lieferten die Poysdorfer 1000 Eimer Wein, Korn, Hafer, Lebensmittel, Wagen, Pferde und Schlachtvieh ab. Dafür erhielt der Markt den Schutzbrief Salva Guardia, wodurch die Bewohner von den gröbsten Schandtaten verschont blieben. Erst im August 1646 konnte die unmittelbare schwedische Bedrohung Wiens und Niederösterreichs abgewendet werden. Doch während des Winters 1645 war die Pest ausgebrochen. Insgesamt sollen 5000 Menschen, sowohl Poysdorfer als auch Flüchtlinge, an der Seuche gestorben sein.
Dem Wiederaufbau in Poysdorf verdanken das Bürgerspital (1657) und die Barbarakapelle (1663), die neue Schießstätte (1672) und das Kapuzinerkloster beim Wienertor (1673) ihr Entstehen.
Am 7. September 1848 wurde die Aufhebung der Grundherrschaft vom Reichstag beschlossen, die jahrhundertelange Untertänigkeit der österreichischen Bauern war somit beendet. Allerdings brachte sie auch gewisse Nachteile für die Bauern, da ihnen von nun an niemand mehr, im Fall einer Missernte, Saatgut lieh.
Das Ende der Grundherrschaft, die bis dato die öffentliche Verwaltung und die Gerichtsbarkeit innegehabt hatte, machte eine Neuordnung notwendig. Deshalb wurde am 17. März 1849 das provisorische Reichsgemeindegesetz verkündet, in welchem neben den Katastralgemeinden auch Ortsgemeinden als politische Organe vorgesehen waren. Eine oder mehrere Katastralgemeinden sollten eine Ortsgemeinde bilden.
Auf Basis dieses provisorischen Reichsgemeindegesetzes kam es zur Bildung der neu konstituierten Ortsgemeinde Poysdorf, welche im Jahre 1850 2.327 Einwohner und 382 Häuser auf einer Fläche von 11,85 km² zählte.
Am 10. Juli 1850 erfolgte die erste Wahl eines Bürgermeisters durch die freie Gemeinde.
1849 sollte der Markt Poysdorf Sitz einer Bezirkshauptmannschaft (BH) werden, Laa, Mistelbach, Feldsberg und Zistersdorf Sitze eines Bezirksgerichts. 1852 übersiedelte die BH sogleich in das neue Rathaus. Doch noch im selben Jahr löste der Staat die BHs auf und übertrug die Verwaltung zu den Bezirksgerichten. Der neue Sitz für das Amt wurde von nun an Mistelbach.
1866 marschierten im Zuge des Deutschen Krieges österreichisch-ungarische Truppen ein, die hier einquartiert wurden. Nach der Niederlage in der Schlacht bei Königgrätz am 3. Juli marschierten am 16. Juli 1866 die ersten 70 Ulanen ein. Am 17. Juli 1866 lagerten schon 6.000 preußische Ulanen in Poysdorf. Nach dem Waffenstillstand zwischen Österreich und Preußen am 22. Juli 1866 wurden die Poysdorfer mit 200 Gulden für die Armen entschädigt. Die fremden Soldaten brachten Typhus und Ruhr mit, die der epidemischen Verbreitung der Cholera Vorschub leisteten. 136 preußische Soldaten und 180 Einwohner des Marktes wurden von der Cholera dahingerafft. Die toten Preußen wurden in einem Massengrab an der Brünner Straße beigesetzt. In unmittelbarer Nähe dieses Grabes wurden 1805 und 1809 verstorbene französische Soldaten begraben.
Am 6. September 1888 wurde die Lokalbahn Enzersdorf bei Staatz–Poysdorf eröffnet, am 8. Mai 1907 kam die Bahnstrecke Dobermannsdorf–Poysdorf hinzu. Mit der allgemeinen Motorisierung in der zweiten Hälfte des 20. Jahrhunderts sollte die Rentabilität der Bahn abnehmen; 1987 wurde die Bahnstation Poysdorf geschlossen.

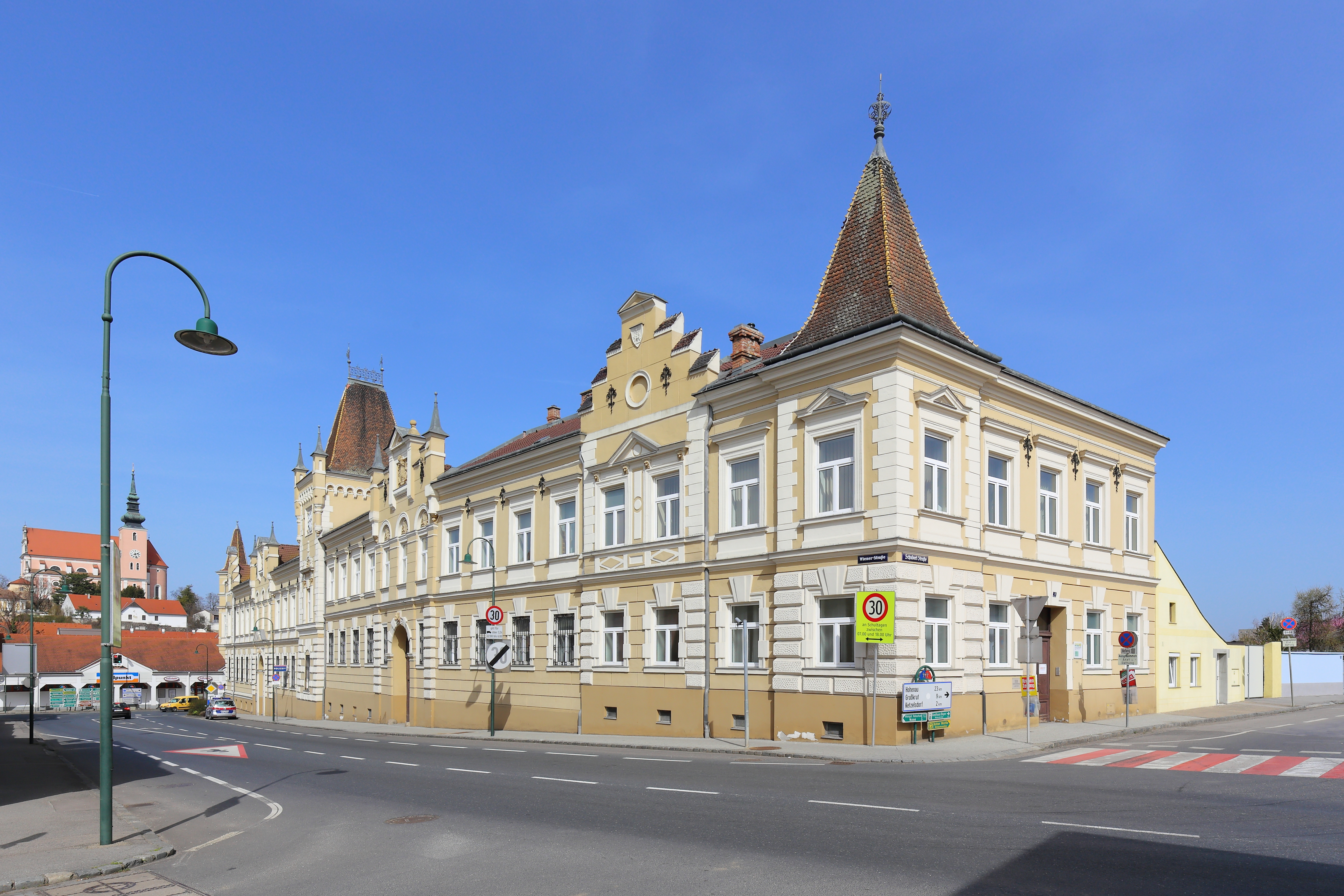
Das 1897 errichtete Gerichts- und Amtsgebäude

Am 14. Oktober 1895 erhielt Poysdorf ein Bezirksgericht, das im Jahr 2002 geschlossen wurde.
Am 16. Oktober 1910 erstrahlte in Poysdorf erstmals elektrisches Licht, doch erst 1940 waren alle Häuser des Marktes damit ausgestattet.
Im Ersten Weltkrieg waren insgesamt 600 Poysdorfer einberufen, 100 sahen ihre Heimat nicht wieder.
1923 erfolgte jene Auszeichnung, die Poysdorf im Jahr 1859 aus Geldmangel hatte ablehnen müssen: die Erhebung des Marktes zur Stadt. Am 10. Oktober 1924 erhielt Poysdorf sein Stadtwappen und -siegel, die mit dem bis dahin verwendeten Marktwappen identisch blieben. Danach begann man die größeren Straßen auszubauen und zu pflastern. 1926 und 1927 wurde entlang einiger Straßen eine Kanalisation angelegt.
1925 überschwemmte der Poybach die Stadt, nahe gelegene Wohnungen standen binnen kürzester Zeit nahezu zwei Meter unter Wasser, daher wurde 1927 das Bachbett verbreitert und im Stadtgebiet wurde das Ufer mit Betonziegeln ausgelegt.

### Zweiter Weltkrieg
In den letzten Tagen des Zweiten Weltkriegs wurden Poysdorf und Umgebung Schauplatz von Kampfhandlungen und Kriegsverbrechen. Darüber befindet sich im Archiv des Heeresgeschichtlichen Museums ein ausführlicher Bericht. Demnach kamen bereits bei einem Luftangriff am 7. April 1945 drei Zivilisten ums Leben. Bei weiteren Luftangriffen, unter anderem am 15. April, wurden über 40 Häuser schwer beschädigt und/oder zerstört. Am 20. April 1945 näherten sich die Soldaten der Roten Armee mit Panzern und Infanterie dem Ort, welcher von Einheiten der Panzergrenadier-Division „Feldherrnhalle“ verteidigt wurde. In den Wäldern um Poysdorf wurde erbittert gekämpft. Nach der Einnahme von Kleinhadersdorf durch die Rote Armee sprengte die Wehrmacht die große Brücke über den Poybach und drei weitere kleine Brücken und musste schließlich Poysdorf räumen, viele Poysdorfer suchten in den Weinkellern Schutz. In den folgenden Tagen kam es zu Übergriffen, Vergewaltigungen und Plünderungen, wobei elf Poysdorfer ums Leben kamen. Kornvorräte und ein Großteil des Viehbestandes wurde durch die Rote Armee requiriert. Poysdorf war monatelang ohne medizinische Versorgung, bis sich im Herbst 1945 das Leben wieder normalisierte.

### Nachkriegszeit

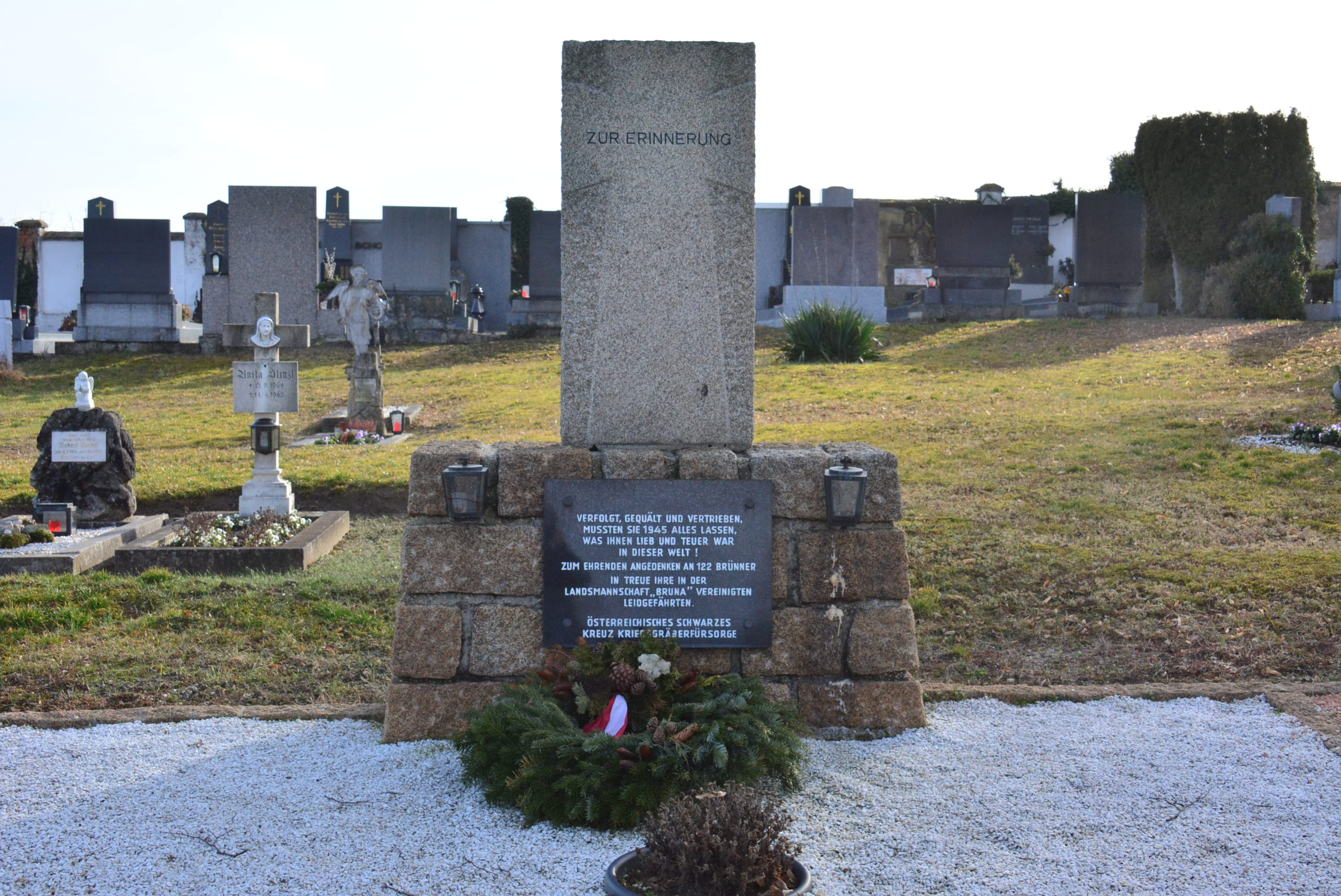
Massengrab mit verstorbenen Opfern des Brünner Todesmarsches

Am 15. Mai 1945 erreichten die ersten der aus ihrer Heimat vertriebenen Südmährer Poysdorf, zwei Wochen später waren es Hunderte. Auf dem Friedhof von Poysdorf wurde für 122 Opfer des Brünner Todesmarsches ebenso ein Massengrab angelegt wie für gefallene Angehörige der Deutschen Wehrmacht. Ein Denkmal erinnert an die Vertreibung und ihre Opfer aus der Stadt und dem Kreis Nikolsburg. Ein weiteres Denkmal vor dem Friedhofstor erinnert an die gefallenen Soldaten der Sowjetarmee.
1952 wurde die „Winzergenossenschaft Poysdorf und Umgebung“ gegründet.
Am 1. Oktober 1984 wurde ein Fremdenverkehrsverein in Poysdorf gegründet, 1988 in Verbindung mit dem Weinmarkt ein Regionalbüro des „Fremdenverkehrsverbandes Weinviertel“.
Am 13. April 2007 wurde die Wein-Erlebnis-Welt „Vino Versum“ in der Kellergstetten eröffnet.
Im Jahr 2010 fanden vom 2.–4. Juli die 60. Niederösterreichischen Landesfeuerwehrleistungsbewerbe statt.
Im Jahr 2013 war Poysdorf neben Asparn an der Zaya Ausstellungsstandort der Niederösterreichischen Landesausstellung zum Thema Brot & Wein.

### Bevölkerungsentwicklung
| Poysdorf: Einwohnerzahlen von 1869 bis 2025         | Poysdorf: Einwohnerzahlen von 1869 bis 2025 | Poysdorf: Einwohnerzahlen von 1869 bis 2025 | Poysdorf: Einwohnerzahlen von 1869 bis 2025 | Poysdorf: Einwohnerzahlen von 1869 bis 2025 |
| --------------------------------------------------- | ------------------------------------------- | ------------------------------------------- | ------------------------------------------- | ------------------------------------------- |
| Jahr                                                |                                             |                                             |                                             | Einwohner                                   |
| 1869                                                | 1869                                        |                                             | 7.071                                       | 7.071                                       |
| 1880                                                | 1880                                        |                                             | 7.524                                       | 7.524                                       |
| 1890                                                | 1890                                        |                                             | 7.836                                       | 7.836                                       |
| 1900                                                | 1900                                        |                                             | 8.006                                       | 8.006                                       |
| 1910                                                | 1910                                        |                                             | 8.238                                       | 8.238                                       |
| 1923                                                | 1923                                        |                                             | 7.744                                       | 7.744                                       |
| 1934                                                | 1934                                        |                                             | 8.074                                       | 8.074                                       |
| 1939                                                | 1939                                        |                                             | 8.257                                       | 8.257                                       |
| 1951                                                | 1951                                        |                                             | 7.715                                       | 7.715                                       |
| 1961                                                | 1961                                        |                                             | 6.787                                       | 6.787                                       |
| 1971                                                | 1971                                        |                                             | 6.159                                       | 6.159                                       |
| 1981                                                | 1981                                        |                                             | 5.641                                       | 5.641                                       |
| 1991                                                | 1991                                        |                                             | 5.447                                       | 5.447                                       |
| 2001                                                | 2001                                        |                                             | 5.606                                       | 5.606                                       |
| 2011                                                | 2011                                        |                                             | 5.519                                       | 5.519                                       |
| 2021                                                | 2021                                        |                                             | 5.541                                       | 5.541                                       |
| 2025                                                | 2025                                        |                                             | 5.600                                       | 5.600                                       |
| Quelle(n): Statistik Austria, Gebietsstand 1.1.2021 |                                             |                                             |                                             |                                             |

## Kultur und Sehenswürdigkeiten

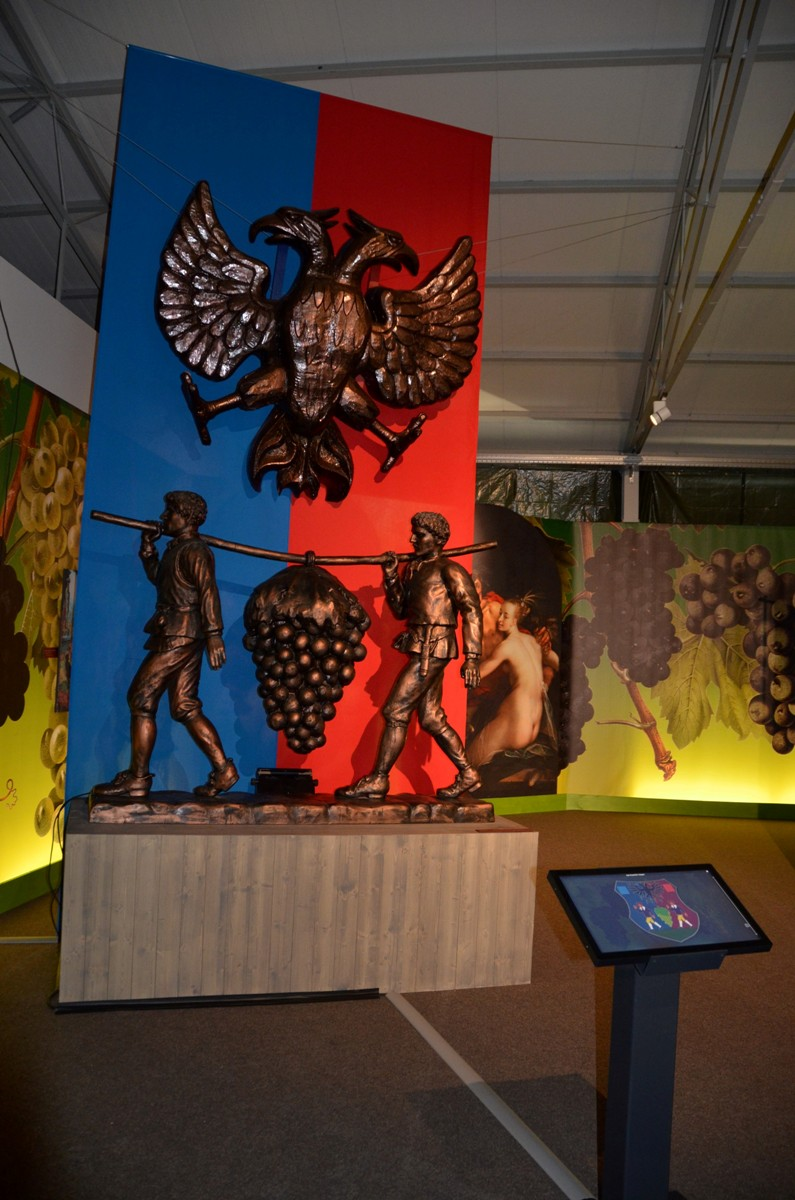
Interaktives Wappen in der Traubenhalle des Vino Versum

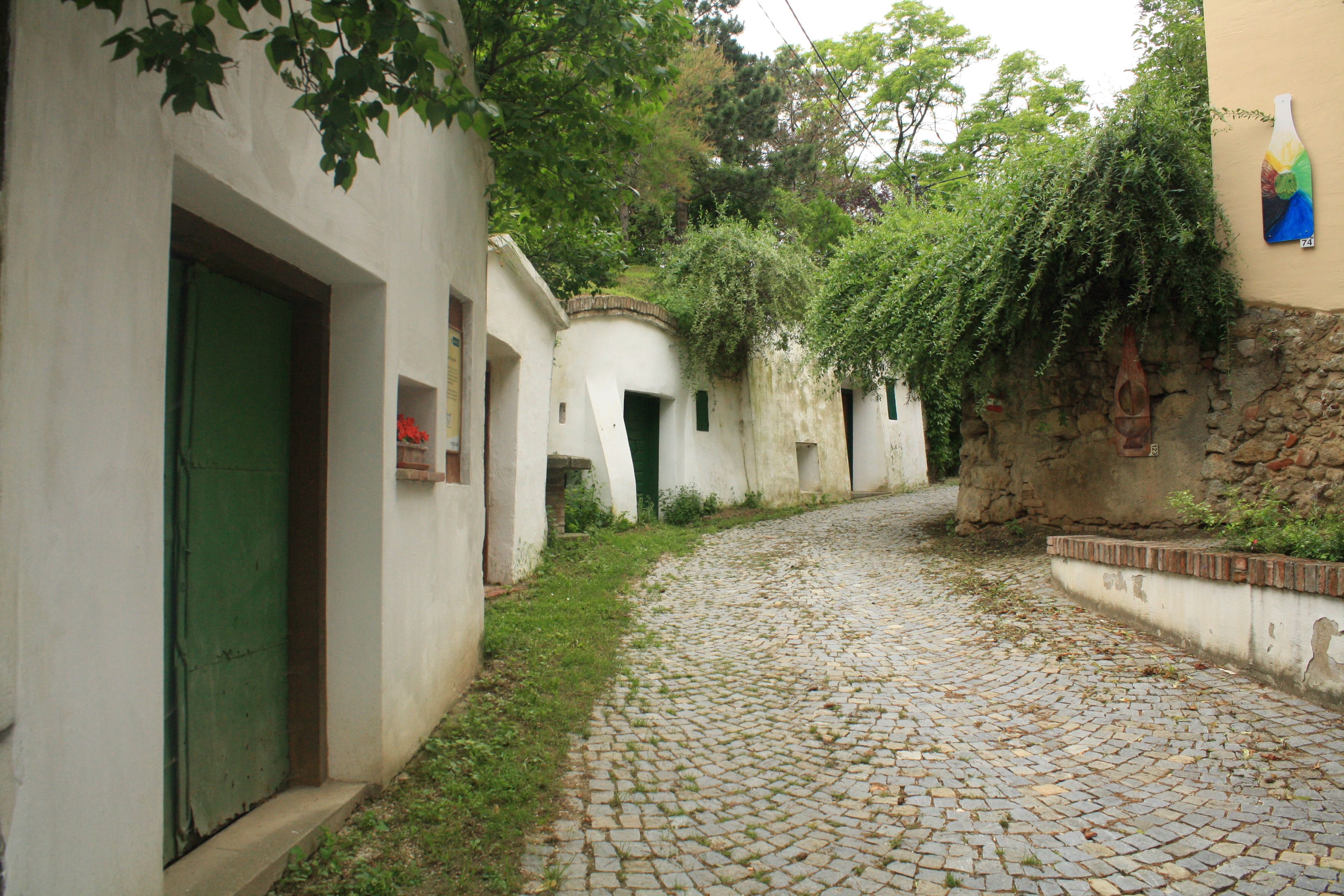
Kellergasse hinter der Pfarrkirche

### Bauwerke
- Schloss Poysbrunn
- Schloss Walterskirchen
- Katholische Pfarrkirche Poysdorf hl. Johannes der Täufer: Die Kirche steht auf dem Kirchberg in Poysdorf, das frühbarocke Bauwerk wurde 1629–1635 errichtet und 1640 geweiht.
- Katholische Pfarrkirche Altruppersdorf hl. Sebastian
- Katholische Pfarrkirche Erdberg hll. Peter und Paul
- Katholische Pfarrkirche Kleinhadersdorf hl. Rochus
- Katholische Pfarrkirche Poysbrunn hl. Dorothea
- Katholische Pfarrkirche Walterskirchen Mariä Verkündigung
- Katholische Pfarrkirche Wetzelsdorf Mariä Namen
- Die barocke Wallfahrts- und Hochzeitskirche Maria Bründl (1740–1751) in Wilhelmsdorf, erbaut durch Donato Felice d’Allio
- Vino Versum Poysdorf
- Oldtimermuseum Poysdorf
- Gstetten Poysdorf, Kellergasse in Form eines Platzes
- Vogelsangmühle

### Museen
- Vino Versum Poysdorf: Weinmuseum im ehemaligen Bürgerspital
- Kellergassenführungen werden zwischen Ostern und Mitte November jeden Dienstag und Samstag angeboten.
- Museum Ketzelsdorfer Milchkammer – 1. Milchkammer-Museum Österreichs
- Oldtimermuseum
- Galerie Nachtwächterhaus, dem Lebenswerk der Poysdorfer Malerin Maria Ohmeyer gewidmet

### Sport
- 18-Loch-Golfplatz mit Driving Range, 4-Loch-Public-Course und Hotel
- Weinviertelweg und Jakobsweg Weinviertel
- Winzerlauf jährlich Anfang Oktober
- TC Poysdorf, SC Poysdorf (1. Klasse Nord)

## Wirtschaft und Infrastruktur
Wein- und Sektproduktion haben in Poysdorf einen hohen Stellenwert. Darüber hinaus ist einer der wichtigsten Arbeitgeber das Industrieunternehmen Gebauer & Griller, das vor allem als Autozulieferbetrieb tätig ist und seit den 1970er-Jahren hier einen Fertigungsbetrieb führt.

### Weinbau und Sektproduktion

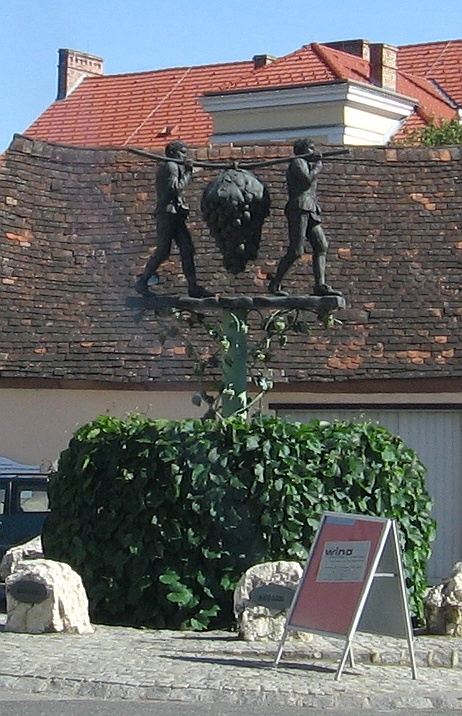
Die Weinkundschafter mit der Riesentraube sind das Wahrzeichen von Poysdorf

Poysdorf zählt zu den wichtigsten Weinorten Niederösterreichs und wird in den Medien verschiedentlich als „Sekthochburg Österreichs“ bezeichnet. Die bereits 1338 erwähnte Poysdorfer Weinriede „Hermannschachern“ ist eine der ältesten urkundlich dokumentierten Weinbergslagen des Weinviertels.
Der am häufigsten in Poysdorf angebaute Wein ist der zum Teil als Weinviertel DAC vermarktete Grüne Veltliner. Eine überregional bekannte Weinmarke ist der „Poysdorfer Saurüssel“, die 1957 vom Niederösterreichischen Weinbauverband ins Leben gerufen worden war und seit 2011 vom „Verein Poysdorfer Saurüssel“ weiterbetrieben wird. Es handelt sich dabei stets um einen fruchtbetonten Grünen Veltliner mit maximal 11,5 Volumenprozent Alkohol.
Seit 1958 finden in Poysdorf alljährlich Weinfeste mit Umzügen statt. Das mit reichlichem Brauchtum verknüpfte „Poysdorfer Bezirkswinzerfest“ zählt österreichweit zu den Weinfesten mit der höchsten Publikumsfrequenz. Auch das Wahrzeichen von Poysdorf bezieht sich auf den Wein: Die „Weinkundschafter“ kommen im Wappen von Poysdorf vor, darüber hinaus ist ihnen in der Stadt ein Denkmal gewidmet.

### Öffentliche Einrichtungen
In der Gemeinde gibt es eine Volksschule, eine Mittelschule und eine Sonderschule.

## Politik

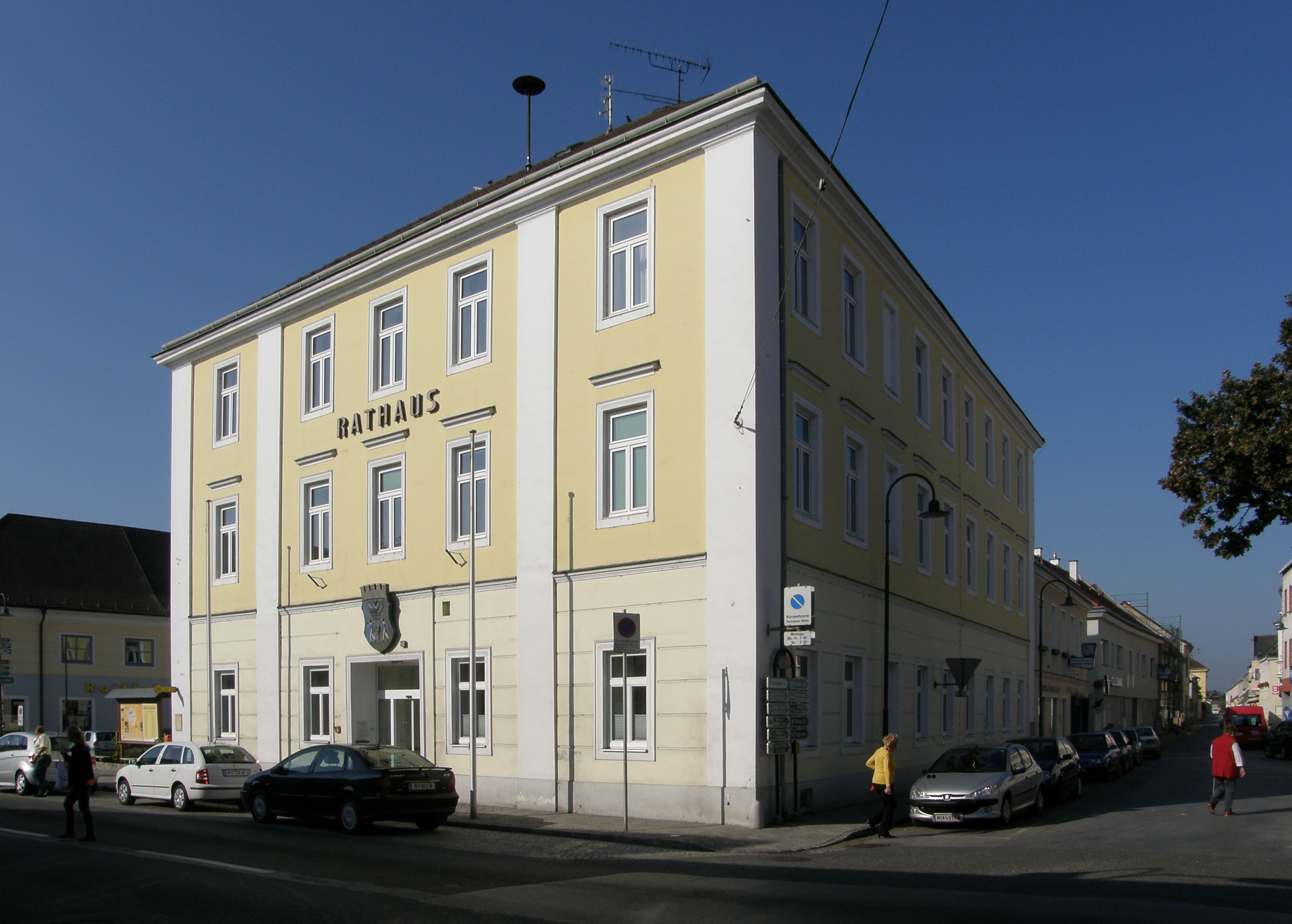
Rathaus Poysdorf

### Gemeinderat
Der Gemeinderat hat 29 Mitglieder.
- Mit den Gemeinderatswahlen in Niederösterreich 1990 hatte der Gemeinderat folgende Verteilung: 20 ÖVP, 8 SPÖ und 1 FPÖ.
- Mit den Gemeinderatswahlen in Niederösterreich 1995 hatte der Gemeinderat folgende Verteilung: 20 ÖVP, 7 SPÖ und 2 FPÖ.[15]
- Mit den Gemeinderatswahlen in Niederösterreich 2000 hatte der Gemeinderat folgende Verteilung: 21 ÖVP, 7 SPÖ und 1 FPÖ.[16]
- Mit den Gemeinderatswahlen in Niederösterreich 2005 hatte der Gemeinderat folgende Verteilung: 22 ÖVP und 7 SPÖ.[17]
- Mit den Gemeinderatswahlen in Niederösterreich 2010 hatte der Gemeinderat folgende Verteilung: 24 ÖVP, 4 SPÖ und 1 FPÖ.[18]
- Mit den Gemeinderatswahlen in Niederösterreich 2015 hatte der Gemeinderat folgende Verteilung: 22 ÖVP, 5 SPÖ und 2 FPÖ.[19]
- Mit den Gemeinderatswahlen in Niederösterreich 2020 hatte der Gemeinderat folgende Verteilung: 24 ÖVP, 4 SPÖ und 1 FPÖ.[20]
- Mit den Gemeinderatswahlen in Niederösterreich 2025 hat der Gemeinderat folgende Verteilung: 20 ÖVP, 5 FPÖ und 4 SPÖ.[21]

### Bürgermeister
- 2000–2011 Karl Wilfing (ÖVP)
- 2011–2014 Gertrude Riegelhofer (ÖVP)
- 2014–2022 Thomas Grießl (ÖVP)
- 2022–2023 Josef Fürst  (ÖVP)[22]
- 2023–2025 David Jilli (ÖVP)[23]
- seit 2025 Gudrun Sperner-Habitzl (ÖVP)[24]

### Wappen
Blasonierung: „Gespalten von Blau und Rot über grünem Bogenschildfuß, darauf zwei mit veilchenblauen Leibröcken, weißen Krägen, kurzen gelben Beinkleidern, weißen Strümpfen und schwarzen Schuhen bekleidete schreitende Knaben, an einer auf ihre rechten Schultern gelegte Holzstange eine große grüne Weintraube mit Blatt tragend, darüber auf dem Spalt ein schwarzer Doppeladler.“
Das Hauptmotiv des Wappens, zwei junge Männer tragen eine riesige Traube, basiert auf der biblischen Erzählung, wonach Moses zwölf Kundschafter ausschickte um das gelobte Land Kanaan zu erkunden. (4.Moses 13.14) Josua und Kaleb kehrten mit einer riesigen Traube aus dem Land, in dem Milch und Honig fließen, zurück. Die riesige Traube heißt deshalb auch Kalebstraube.

### Gemeindepartnerschaften
Poysdorf unterhält Partnerschaften mit:
- 1986 entstand die Städtepartnerschaft mit der unterfränkischen Stadt Dettelbach in Deutschland.
- 1987 wurde die Patenschaft für die vertriebenen Deutschen aus Nikolsburg übernommen.

## Persönlichkeiten
Söhne und Töchter der Gemeinde
- Michael Raphael Schmuz (1615/1616–1679), Hof- und Stadtmedicus
- Franz Joseph Müller von Reichenstein (1740–1825), Naturwissenschafter
- Franz Seraph Rieder (1806–1873), Geistlicher, Theologe und Kirchenrechtler
- Anton Huber (1818–1874), Baumeister
- Josef Dasatiel (1825–1894)[26] Bautischler und Mitwirkender der Wiener Weltausstellung 1873
- Adolf Schwayer (1858–1922), Schriftsteller
- Franz Hadriga (1891–1959), Politiker
- Franz Leisser (1914–1984), Philologe, Politiker (ÖVP), geboren in Altruppersdorf
- Maria Loley (1924–2016), Flüchtlingshelferin
- Rosemarie Schulak (* 1933), Schriftstellerin
- Leopold Strobl (* 1960), bildender Künstler
- Karl Wilfing (1933–2021), Politiker (ÖVP)
- Karl Wilfing (* 1960), Politiker (ÖVP), wohnhaft in Poysdorf
- Annemarie Kletzl Politikerin (1940–2023)

mit der Gemeinde verbunden
- Vinzenz Kudernatsch (1867–1946), Sattler, Sammler von Münzen und urgeschichtlichen Materialien